# Крячок аравійський
Крячок аравійський (Sterna repressa) — вид сивкоподібних птахів підродини крячкових (Sterninae) родини мартинових (Laridae). 

## Поширення
Вид поширений від Червоного моря (сезонне розмноження) на південь до Сомалі та Кенії (осілий), до Перської затоки та Оману (сезонне розмноження) і локально до західної Індії (осілий). Птахи, які сезонно розмножуються, зимують від Аравійського моря до південно-західної частини Індії та Лаккадівського архіпелагу.
Мешкає на тропічних узбережжях і в прибережних водах, шукаючи їжу в основному в межах 3 км від суші над кораловими рифами або на суші до 10 км від узбережжя. Він гніздиться на скелястих, піщаних, гравійних або коралових островах, голих і відкритих піщаних поверхнях і рідкорослих відкритих місцях на піщаних дюнах і над відміткою високої води на пляжах.

## Спосіб життя
Раціон складається з дрібної риби (в середньому 5 см завдовжки) і безхребетних. Гніздо – неглибока тріщина у скелі, або ямка у піску, гравію чи коралі в безплідних або рідкорослих місцях на островах, піщаних низинах, піщаних дюнах і пляжах.